# Сеоска ласта
Сеоска ласта (лат. Hirundo rustica) најраспрострањенија је врста ласте у свету. Гнезди се у Европи, Азији и Северној Америци, а зимује у Африци, јужној Азији, Аустралији и Јужној Америци. Блиско је везана са људима, пошто користи њихове грађевине за изградњу гнезда. Хвата инсекте у лету и храни се њима, те је због тога цењена код човека. У селима постоји дуго укорењено сујеверје везано за убиство ласте, због чега је веома заштићена.

## Опис
Одрасли мужјак сеоске ласте дугачак је од 17 до 19 cm, укључујући и 2 до 7 cm дугачка репна пера. Има распон крила од 32 до 34,5 cm и тежи од 16 до 22 g. Има метално-плава леђа, риђ доњи део врата и чело и бео стомак и доњи део тела. Има два продужена пера у репу, који се раздвајају и формирају карактеристичан облик „ластиног репа“. У репу се такође могу уочити и беле пеге.
Женка сеоске ласте је прилично сличног изгледа и величине, али има краћи реп од мужјака, као и мање сјајне боје перја, изузев бељег стомака. Младунци ласте, када добију перје су генерално блеђе риђег лица, више браон и имају краћи реп од одраслих примерака.

## Станиште и распрострањеност
Омиљено станиште сеоске ласте су отворена пространства са ниском вегетацијом, као што су пашњаци, ливаде и оранице, у чијој близини има воде. Ова врста ласте избегава шумовита и стрма подручја, као и подручја са великим бројем грађевина. Присуство објеката, као што су амбари, штале и одводни канали је значајно при одабиру места за прављење гнезда.
Гнезди се на северној хемисфери до надморске висине од 2.700 m, а на Кавказу и Северној Америци, и до 3.000 m. Врста не насељава само пустиње и хладне најсеверније делове континената северне хемисфере. У већем делу свог ареала избегава градове, које у Европи насељава градска ласта (Delichon urbicum). Изузетак је јапанско острво Хоншу, где сеоска ласта у већој мери насељава градска подручја, док сеоска подручја претежно насељава даурска ласта.

## Исхрана
По својим прехрамбеним навикама, сеоска ласта је слична другим инсектоједима који се хране у лету (друге врсте ласта и несродних чиопа). Није брз летач, брзина коју достиже у лету је процењена на око 11 m/s - 20 m/s.
Сеоска ласта се храни на отвореним површинама на висини од 7 – 8 m изнад површине воде или земље. Често прати животиње, људе и пољопривредне машине, и при томе лови узнемирене инсекте. Повремено хвата плен са површине воде, зидова или биљака.

## Гнежђење
Мужјаци сеоске ласте се враћају у области где се гнезде пре женки и бирају места за гнезда. Успешност мужјака при одабиру партнера зависи од дужине кракова репа, при чему су женкама привлачнији мужјаци који имају репове са дужим крацима.
У јужном делу ареала, сезона гнежђења траје од фебруара или марта до септембра, док у северном делу ареала обично траје од краја маја или почетка јуна до септембра.
Оба пола бране гнездо, али мужјаци су агресивнији и територијалнији. Парови остају заједно до краја живота, али је парење са другим јединкама уобичајено.